# Autópálya M2
Autópálya M2 (ungarisch für „Autobahn M2“) ist eine in Süd-Nord-Richtung verlaufende Autobahn in Ungarn und Teil der Europastraße 77. Sie beginnt im Norden der Landeshauptstadt Budapest und führt vorbei an Dunakeszi und endet bei Vác. Geplant ist der weitere Bau bis zur slowakischen Grenze. Dort soll sie an die Rýchlostná cesta R3 anschließen.

## Geschichte
Die zweistreifige damalige Hauptstraße wurde von 1996 bis 1998 gebaut werden. Die Schnellstraße zwischen Budapest und Vác wird vierstreifig gebaut, die Kosten hier betragen netto 39,3 Milliarden Forint (130 Millionen EUR), Fertigstellung ist geplant für Sommer 2019.[veraltet]
Im Falle der 50 km langen Strecke Vác-Hont (Landesgrenze) laufen die Vorbereitungen. Hier könnten die Probleme eher finanzieller Natur sein, da das schwierige Gelände die Kosten stark erhöht, auf mindestens 450 Milliarden Forint (1,5 Milliarden Euro).

### Streckenfreigaben
| Abschnitt                                     | Länge   | Inbetriebnahme                                                         |
| --------------------------------------------- | ------- | ---------------------------------------------------------------------- |
| Autobahndreieck M0 – Vác-Nord                 | 31,0 km | 1998 (teilweise 1. Fahrbahn) 1. Oktober 2019 (vollständig 2. Fahrbahn) |
| Vác-Nord – Slowakische Grenze (Parassapuszta) | 41,0 km | ?                                                                      |

## Abschnitte als Europastraße
Folgende Europastraßen verlaufen entlang der Autóút M2:
- E 77: Slowakische Grenze–Autobahnkreuz M0

## Verkehrsaufkommen
Durchschnittlicher täglicher Verkehr auf der Autobahn
| Abschnitt                           | DTV    |
| ----------------------------------- | ------ |
| Budapest (Kreuz M0 – Dunakeszi-Fót) | 43.899 |
| Vác (Vác-dél – Vác-Centrum)         | 19.991 |

## Gebührenpflichtige Strecken
Die M2 in Ungarn ist fast komplett gebührenpflichtig.

### Komitatsweite Vignette
Seit dem 1. Januar 2015 kann die Schnellstraße M2 mit einem nationalen E-Aufkleber oder der folgenden komitatsweit geltenden Vignette benutzt werden:
| Komitat | Verwendbarer Abschnitt                                   |
| ------- | -------------------------------------------------------- |
| Pest    | Ab dem Autobahnkreuz M0 bis nach Vác-észak (volle Länge) |